# 斯坦尼斯瓦夫·德拉古恩
斯坦尼斯瓦夫·德拉古恩（1988年6月4日—）是一位白俄羅斯足球運動員。在場上的位置是中場。他現在效力於白俄羅斯足球超級聯賽球隊巴迪。他也代表白俄羅斯國家足球隊參賽。